# Claude Antoine Rozet
Pour les articles homonymes, voir Rozet.
Claude Antoine Rozet (Allerey, 9 juillet 1798 - Bouchardière, Colombier-en-Brionnais, 17 septembre 1858) est un officier, naturaliste et explorateur français.

## Biographie
Capitaine du Génie, il est un des premiers géographes de l'Algérie française.
Ses premiers travaux géologiques sont consacrés au Boulonnais. Il enseigne alors la géognosie au Dépôt général de la Guerre. En 1830, il part en Afrique comme ingénieur-géographe pour participer aux premières campagnes dans le Tell. Il dresse alors de nombreuses cartes précises des régions parcourues.
Collaborateur d'Ami Boué, il fut un membre actif de la Société géologique de France.
Il est fait chevalier (27 avril 1838) puis officier de la Légion d'honneur le 24 décembre 1853.

## Travaux
- Description géologique du Bas-Boulonnais, 1828
- Cours élémentaire de géognosie, 1830
- Relation de la guerre d'Afrique pendant les années 1830 et 1831, 1832
- Voyage dans la Régence d'Alger, ou description du pays occupé par l'armée française en Afrique, 1833
- Algérie, avec Ernest Carette, 1850